# Ñico Saquito
Benito Antonio Fernández Ortiz, más conocido como Ñico Saquito (Santiago de Cuba, 13 de febrero de 1901 - Santiago de Cuba, 4 de agosto de 1982), fue un compositor, guitarrista y cantante cubano, vinculado a la trova cubana.

## Biografía
A los 15 años se sintió atraído por la composición de canciones y se decidió por ser trovador, abandonando una prometedora carrera en el baseball. Su sobrenombre de Saquito le vino de su habilidad para atrapar bolas como pelotero. 
En los años 1920, creó su propio grupo y se unió al Cuarteto Castillo , grupo con el que realizó numerosas giras a lo largo de la isla. 

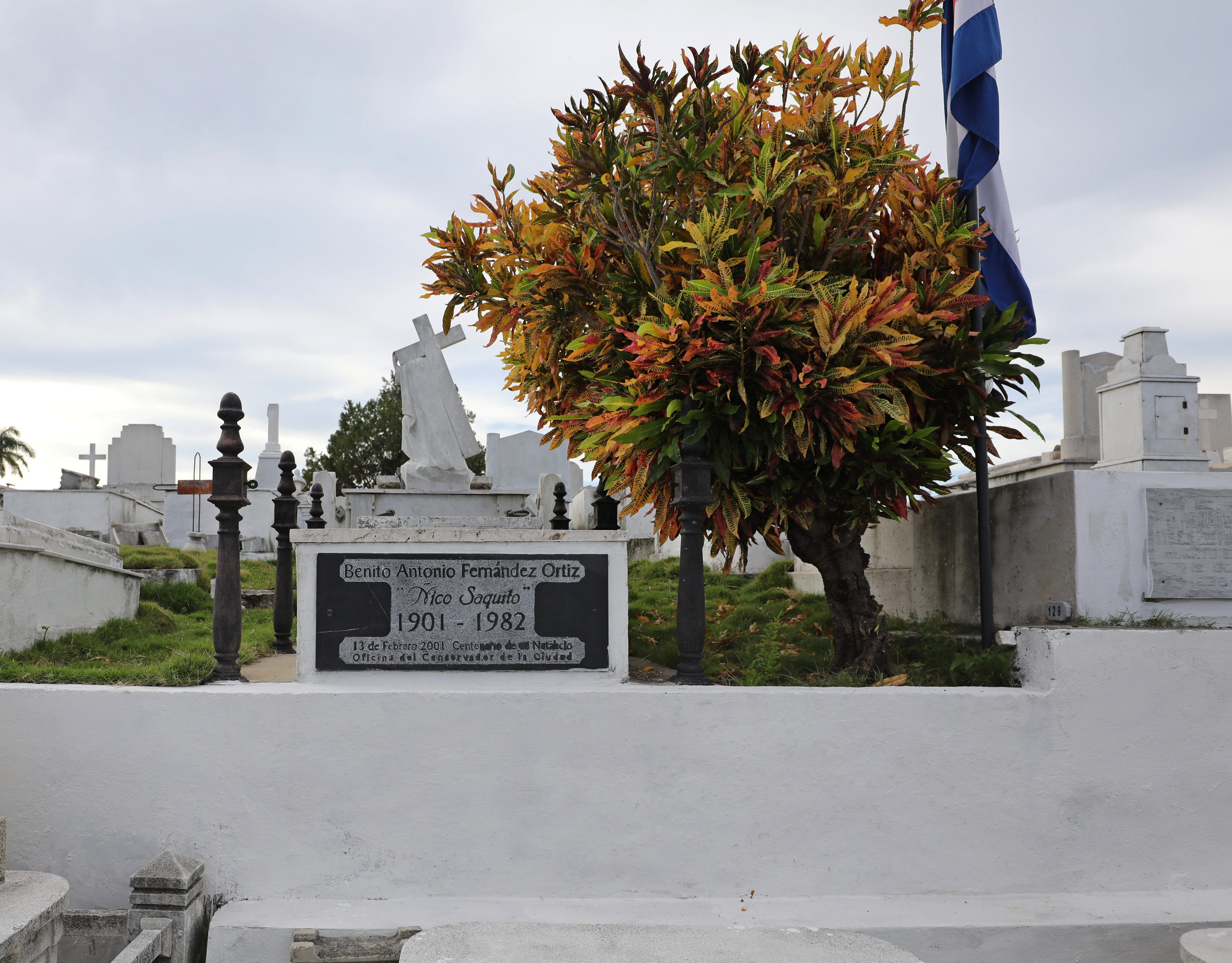
Tumba de Ñico Saquito

Luego de esta experiencia, retornó a Santiago y fundó Los Guaracheros de Oriente, grupo con el que realizó presentaciones en Cuba, Puerto Rico y Venezuela en los 1950. 
Ñico permaneció en el extranjero hasta que en 1960, debido a las condiciones políticas creadas por la Revolución cubana, decidió retornar a la isla solo sin su grupo, el cual permaneció en el exterior.

## Composición
La mayoría de sus composiciones son guarachas con letras ingeniosas y picantes sobre la vida personal o eventos comunes. Una de sus composiciones más famosas es la guajira Al vaivén de mi carreta, una balada sentimental de la vida en el campo y de las dificultades de la vida campesina. Otras de sus canciones más conocidas son Cuidado, compay gallo, María Cristina me quiere gobernar  y Adiós compay gato.